# Frontière entre l'Australie et la Papouasie-Nouvelle-Guinée
La frontière entre l'Australie et la Papouasie-Nouvelle-Guinée délimite les zones maritimes de ces deux pays.

## Généralités
La limite des zones maritimes entre les deux pays  et la Papouasie-Nouvelle-Guinée s'étend de façon générale au nord-est de l'Australie et au sud de la Papouasie-Nouvelle-Guinée, depuis la limite avec l'Indonésie à l'ouest jusqu'à celle avec les Salomon à l'est. Elle mesure environ 2 200 km.
Le traité qui les décrit définit deux limites différentes, l'une pour les droits sur les fonds marins, l'autre sur les zones de pêche, l'Australie exerçant sa juridiction au sud de ces limites, la Papouasie-Nouvelle-Guinée au nord. Sur la plus grande partie du tracé, ces deux limites sont confondues. Elles sont distinctes au niveau de l'extrémité du détroit de Torrès, qui sépare la pointe nord de l'île d'Australie, la péninsule du cap York, de la côte sud de l'île de Nouvelle-Guinée. Le détroit est constellé de près de 300 îles, habitées traditionnellement par les Indigènes du détroit de Torrès et majoritairement sous souveraineté australienne. À cet endroit, la limite des zones de pêche est décalée vers le nord pendant quelques dizaines de kilomètres : les droits de pêche sont sous juridiction australienne, mais les droits sur les fonds marins sont sous juridiction de la Papouasie-Nouvelle-Guinée.
En outre, certaines des îles les plus au nord du détroit de Torrès demeurent sous souveraineté australienne, ainsi que la mer territoriale qui les entoure sur une limite de 3 milles marins. En conséquence, l'Australie possède 8 enclaves dans les eaux paouanes-néo-guinéennes (certaines enclaves regroupant plusieurs îles). Certaines des îles sont très proches de Nouvelle-Guinée : l'île Boigu, par exemple, n'est distante de la côte que de 6 km.
Enfin, une zone protégée conjointe est établie dans la région du détroit de Torrès, afin que les habitants puissent y perpétuer un mode de vie traditionnel. Les habitants traditionnels des deux pays peuvent s'y déplacer librement sans visa ni passeport, pour y exercer des activités également traditionnelles,.

## Délimitation

### Fonds marins
La section de la frontière consacrée aux fonds marins consiste en 21 segments de ligne géodésique définis par 22 points distincts :
- 10° 50′ 00″ S, 139° 12′ 00″ E
- 11° 09′ 00″ S, 139° 23′ 00″ E
- 10° 59′ 00″ S, 140° 00′ 00″ E
- 9° 46′ 00″ S, 142° 00′ 00″ E
- 9° 45′ 24″ S, 142° 03′ 30″ E
- 9° 42′ 00″ S, 142° 23′ 00″ E
- 9° 40′ 30″ S, 142° 51′ 00″ E
- 9° 40′ 00″ S, 143° 00′ 00″ E
- 9° 33′ 00″ S, 143° 05′ 00″ E
- 9° 33′ 00″ S, 143° 20′ 00″ E
- 9° 24′ 00″ S, 143° 30′ 00″ E
- 9° 22′ 00″ S, 143° 48′ 00″ E
- 9° 30′ 00″ S, 144° 15′ 00″ E
- 9° 51′ 00″ S, 144° 44′ 00″ E
- 12° 20′ 00″ S, 146° 30′ 00″ E
- 12° 38′ 30″ S, 147° 08′ 30″ E
- 13° 10′ 30″ S, 148° 05′ 00″ E
- 14° 38′ 00″ S, 152° 07′ 00″ E
- 14° 45′ 00″ S, 154° 15′ 00″ E
- 14° 05′ 00″ S, 156° 37′ 00″ E
- 14° 04′ 00″ S, 157° 00′ 00″ E

En outre, 8 enclaves australiennes dans la zone papouane-néo-guinéenne sont définies par la limite de trois milles marins autour d'un ensemble d'îles,. D'ouest en est :
- Turu Cay
- Île Deliverance et Kerr Islet
- Boigu, Moimi et Aubussi
- Île Turnagain
- Saibai, Dauan et Kaumag
- Pearce Cay
- Black Rocks et Bramble Cay
- Anchor Cay et East Cay

### Zones de pêche
La section de la frontière consacrée aux pêcheries consiste en 34 segments de ligne géodésique définis par 35 points distincts :
- 10° 50′ 00″ S, 139° 12′ 00″ E
- 11° 09′ 00″ S, 139° 23′ 00″ E
- 10° 59′ 00″ S, 140° 00′ 00″ E
- 9° 46′ 00″ S, 142° 00′ 00″ E
- 9° 45′ 24″ S, 142° 03′ 30″ E
- 9° 15′ 43″ S, 142° 03′ 30″ E
- 9° 12′ 50″ S, 142° 06′ 25″ E
- 9° 11′ 51″ S, 142° 08′ 33″ E
- 9° 11′ 58″ S, 142° 10′ 18″ E
- 9° 11′ 22″ S, 142° 12′ 54″ E
- 9° 11′ 34″ S, 142° 14′ 08″ E
- 9° 13′ 53″ S, 142° 16′ 26″ E
- 9° 16′ 04″ S, 142° 20′ 41″ E
- 9° 22′ 04″ S, 142° 29′ 41″ E
- 9° 21′ 48″ S, 142° 31′ 29″ E
- 9° 22′ 33″ S, 142° 33′ 28″ E
- 9° 21′ 25″ S, 142° 35′ 29″ E
- 9° 20′ 21″ S, 142° 41′ 43″ E
- 9° 20′ 16″ S, 142° 43′ 53″ E
- 9° 19′ 26″ S, 142° 48′ 18″ E
- 9° 23′ 40″ S, 142° 51′ 00″ E
- 9° 40′ 30″ S, 142° 51′ 00″ E
- 9° 40′ 00″ S, 143° 00′ 00″ E
- 9° 33′ 00″ S, 143° 05′ 00″ E
- 9° 33′ 00″ S, 143° 20′ 00″ E
- 9° 24′ 00″ S, 143° 30′ 00″ E
- 9° 22′ 00″ S, 143° 48′ 00″ E
- 9° 30′ 00″ S, 144° 15′ 00″ E
- 9° 51′ 00″ S, 144° 44′ 00″ E
- 12° 20′ 00″ S, 146° 30′ 00″ E
- 12° 38′ 30″ S, 147° 08′ 30″ E
- 13° 10′ 30″ S, 148° 05′ 00″ E
- 14° 38′ 00″ S, 152° 07′ 00″ E
- 14° 45′ 00″ S, 154° 15′ 00″ E
- 14° 05′ 00″ S, 156° 37′ 00″ E

### Zone protégée
La zone protégée est définie par plusieurs points, ainsi qu'en trois endroits par les limites des eaux territoriales d'îles australiennes, :
- 10° 28′ 00″ S, 144° 10′ 00″ E
- 10° 28′ 00″ S, 141° 20′ 00″ E
- 9° 33′ 00″ S, 141° 20′ 00″ E
- 9° 13′ 00″ S, 141° 57′ 00″ E
- Intersection du méridien 142° 16′ 26″ E avec la côte sud de Nouvelle-Guinée à marée basse
- Suivi de la côte de Nouvelle-Guinée jusqu'au méridien 142° 36′ 00″ E
- 9° 21′ 00″ S, 142° 36′ 00″ E;
- 9° 09′ 00″ S, 143° 47′ 20″ E
- Suivi de la limite des eaux territoriales des Black Rocks et de Bramble Cay
- 9° 10′ 50″ S, 143° 55′ 40″ E
- 9° 18′ 40″ S, 144° 06′ 10″ E
- Suivi de la limite des eaux territoriales d'Anchor Cay et East Cay
- 9° 26′ 50″ S, 144° 16′ 50″ E
- 9° 35′ 15″ S, 144° 28′ 41″ E
- 9° 54′ 00″ S, 144° 28′ 00″ E
- 10° 15′ 00″ S, 144° 12′ 00″ E

## Historique
Le traité est signé par les deux pays en décembre 1978 et entre en vigueur en 1985.